# Guama
Guama – miasto w Wenezueli, w stanie Yaracuy.